# Kupetrechus
Kupetrechus is een geslacht van kevers uit de familie van de loopkevers (Carabidae). De wetenschappelijke naam van het geslacht is voor het eerst geldig gepubliceerd in 2007 door Larochelle & Lariviere.

## Soorten
Het geslacht Kupetrechus omvat de volgende soorten:
- Kupetrechus gracilis Townsend, 2010
- Kupetrechus lamberti (Britton, 1960)
- Kupetrechus larsonae Townsend, 2010